# Fortune Smiles (film 1913)
Fortune Smiles è un cortometraggio muto del 1913 diretto da George A. Lessey.
Dodicesimo episodio del serial cinematografico What Happened to Mary?, considerato il primo serial della storia del cinema girato negli Stati Uniti.

## Trama
A New York, Mary chiede aiuto all'avvocato Foster, quello con cui aveva collaborato in un caso precedente, quando aveva lavorato come stenografa pubblica. L'avvocato si incarica di tutto e, per il momento, la porta a casa di sua sorella, dove la ragazza troverà un temporaneo rifugio. Intanto Richard e Henry Craig, che si trovano ancora a Bridgeport, cercano di trovare una soluzione per il loro problema: il giorno seguente, Mary diventerà maggiorenne e le verrà consegnata la sua eredità. Ma, se non si presenta, l'erede riconosciuto sarà Henry. Noleggiata un'automobile, partono alla volta di New York. L'avvocato Foster, intanto, ha mandato un telegramma per convocare Billy Pearl. Il quale, convinto di poter entrare finalmente in possesso dei diecimila dollari promessi, si presenta senza alcuna titubanza. Trova però ad accoglierlo due uomini in borghese e a Pearl non resta da fare altro che confessare la sua partecipazione al piano delittuoso dei Craig. Questi ultimi, intanto, si presentano all'Occidental Trust per dichiararsi come i legittimi eredi del fondo in custodia facendo iniziare al segretario le pratiche necessarie, sempre con un occhio alle lancette dell'orologio che girano inesorabilmente: quando il tempo ormai sta per scadere, però, nell'ufficio fa il suo ingresso Mary che, con le prove in mano, fa valere i suoi diritti.

## Produzione
Il film fu prodotto dalla Edison Company.

## Distribuzione
Distribuito dalla General Film Company, il film - un cortometraggio in una bobina - uscì nelle sale cinematografiche statunitensi il 27 giugno 1913. Il 1º dicembre 1913, venne distribuito anche nel Regno Unito.